# Beny Deus
Beny Deus (oft auch Beni Deus; eigentlich Venancio Deus Mejuto, * 12. Dezember 1919 in A Coruña; † 16. März 1989 in Madrid) war ein spanischer Schauspieler.

## Leben
Deus begann seine berufliche Laufbahn als Journalist und kam Ende der 1940er Jahre zum Film, wo der mittelgroße, stämmige Mann in den folgenden dreißig Jahren in etwa 125 Rollen besetzt wurde; Fernseharbeiten finden sich nur wenige darunter.

## Filmografie (Auswahl)
- 1949: La guitarra de Jardel
- 1953: Die Liebenden von Toledo (Les Amants de Tolède)
- 1961: Aufstand der Söldner (La rivolta dei mercenari)
- 1962: Bienvenido, padre Murray
- 1962: Torrejón City
- 1963: Gli eroi del West
- 1964: Schnelle Colts für Jeannie Lee (Sifa a Rio Bravo)
- 1964: Die 7 aus Texas (Antes llega la muerte)
- 1965: Die Rückkehr des Gefürchteten (Erik il vichingo)
- 1965: Finger on the Trigger
- 1966: Agent 3S3 pokert mit Moskau (Agente 3S3, massacro al sole)
- 1966: 6 Kugeln für Gringo (Dos pistolas gemelas)
- 1967: Der Chef schickt seinen besten Mann (Requiem per un agente segreto)
- 1967: Desperado – Der geheimnisvolle Rächer (Il magnifico texano)
- 1967: Tal der Hoffnung (Clint el solitario)
- 1968: An einem Freitag in Las Vegas (Las Vegas, 500 millones)
- 1969: Um sie war der Hauch des Todes (Los desesperados)
- 1970: Manos torpes
- 1972: Rache in El Paso (I senza Dio)
- 1973: Santo contra el Doctor Muerte
- 1975: Wilderer (Furtivos)
- 1981: Estudio 1: Las viejas díficiles (Fernseh-Produktion)